# Ratpenat de ferradura de Cohen
El ratpenat de ferradura de Cohen (Rhinolophus cohenae) és una espècie de ratpenat de la família dels rinolòfids. És endèmic de Sud-àfrica. Té els avantbraços de 66-68 mm. Es distingeix d'espècies properes per emetre ultrasons de freqüències més baixes. Com que fou descoberta fa poc, l'estat de conservació d'aquesta espècie encara no ha estat avaluat formalment. Fou anomenat en honor de Lientjie Cohen, que en recollí l'holotip.